# Sokolec (Nowa Ruda)

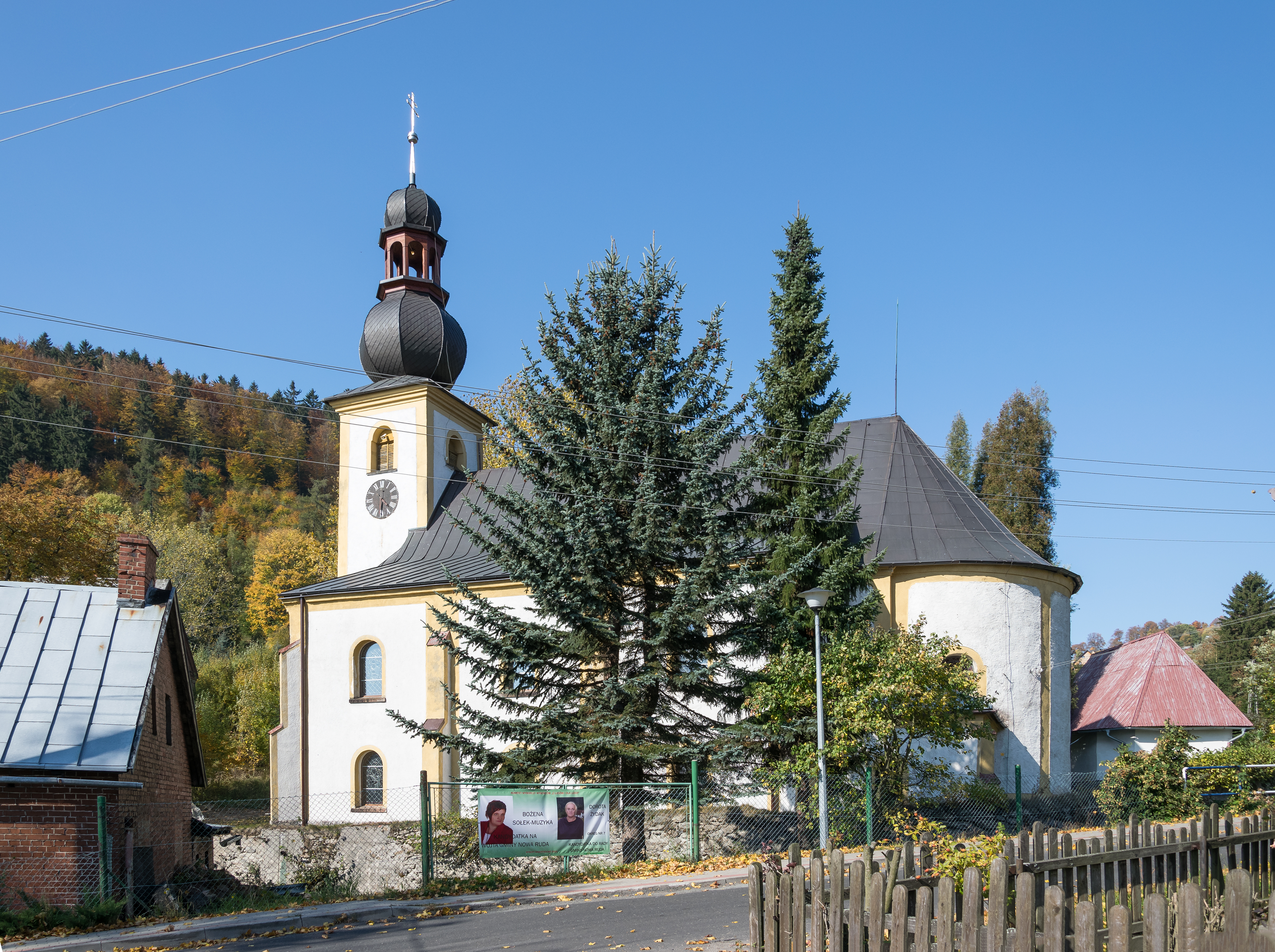
St.-Martins-Kirche

Sokolec (deutsch: Falkenberg) ist ein Ort in der Landgemeinde Nowa Ruda im Powiat Kłodzki der Woiwodschaft Niederschlesien in Polen. Es liegt neun Kilometer nördlich von Nowa Ruda (Neurode).

## Geographie
Sokolec liegt am westlichen Rand des Eulengebirges (polnisch Góry Sowie). Nachbarorte sind Sowa (Eulenberg) im Nordosten, Miłków (Mölke) und Jugów (Hausdorf) im Südosten, Sowina (Eule) und Ludwikowice Kłodzkie (Ludwigsdorf) im Süden, Świerki (Königswalde) im Südwesten, Sierpnice (Rudolfswaldau) im Nordwesten sowie Sokolina (Schlesisch Falkenberg) und Rzeczka (Dorfbach) im Nordwesten. Nördlich erhebt sich die 1014 m hohe Wielka Sowa (Hohe Eule).

## Geschichte
Falkenberg wurde erstmals 1578 urkundlich erwähnt. Es gehörte zur böhmischen Grafschaft Glatz. Mit ihr zusammen fiel es nach dem Ersten Schlesischen Krieg 1742 und endgültig nach dem Hubertusburger Frieden 1763 an Preußen. 1786 wurde die Filialkirche St. Martin errichtet. Nach der Neugliederung Preußens gehörte Falkenberg ab 1815 zur Provinz Schlesien, die in Landkreise aufgeteilt wurde. 1816–1853 war der Landkreis Glatz, 1854–1932 der Landkreis Neurode zuständig. Nach dessen Auflösung 1933 gehörte es bis 1945 wiederum zum Landkreis Glatz. Seit 1874 bildete Falkenberg den gleichnamigen Amtsbezirk, der aus der Landgemeinde Falkenberg und dem gleichnamigen Gutsbezirk bestand.
Von wirtschaftlicher Bedeutung war neben der Landwirtschaft die Hausweberei. Ab dem Ende des 19. Jahrhunderts entwickelte sich Falkenberg zu einem beliebten Ausflugs- und Erholungsort. Nachdem Anfang der 1930er Jahre eine große Sprungschanze errichtet worden war, erlangte auch der Wintersport eine wirtschaftliche Bedeutung. 1939 wurden 813 Einwohner gezählt. Während des Zweiten Weltkriegs wurde in Falkenberg ein Außenlager des KZ Groß-Rosen errichtet, in dem Zwangsarbeiter verschiedener Nationalitäten für das Projekt Riese arbeiten mussten.
Als Folge des Zweiten Weltkriegs fiel Falkenberg 1945 wie fast ganz Schlesien an Polen und wurde in Sokolec umbenannt. Die deutsche Bevölkerung wurde 1946/47 weitgehend vertrieben. Die neu angesiedelten Bewohner waren teilweise Zwangsumgesiedelte aus Ostpolen, das an die Sowjetunion gefallen war. 1975–1998 gehörte Sokolec zur Woiwodschaft Wałbrzych (Waldenburg).

## Sehenswürdigkeiten
- Die Filialkirche St. Martin wurde 1786 im Stil des Barock errichtet.